# Chester Zoo
Chester Zoo is een dierentuin in Upton by Chester, in Cheshire, Engeland. Chester Zoo is in 1931 geopend door George Mottershead en zijn familie. Het is met 51 hectare een van de grootste dierentuinen van het Verenigd Koninkrijk. Het totale grondoppervlak van de dierentuin is ongeveer 160 hectare.

## Geschiedenis

### Vroege geschiedenis
De familie Mottershead had een tuinderij in Shavington bij Crewe. George Mottershead verzamelde dieren, zoals hagedissen en insecten, die met de exotische planten voor het bedrijf meekwamen. Toen hij 1903 de Belle Vue Zoo in Manchester had bezocht, begon zijn interesse in het starten van een eigen dierentuin.

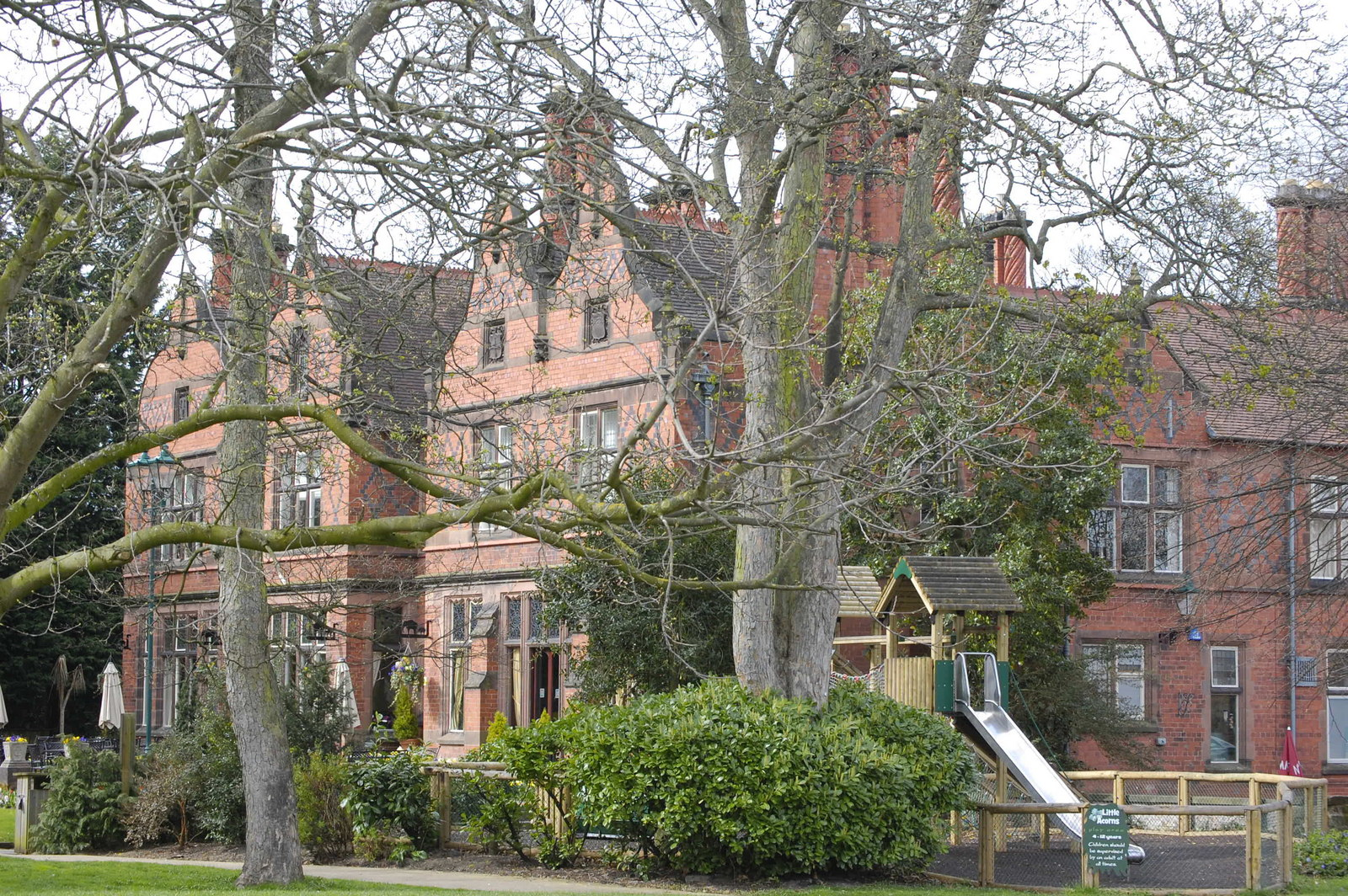
Oakfield Manor

Mottershead was gewond geraakt in de Eerste Wereldoorlog en heeft daarom een aantal jaar in een rolstoel gezeten. Desondanks bleef zijn dierenverzameling groeien en daarom zocht hij naar een plek voor zijn dierentuin. Hij koos uiteindelijk voor Oakfield Manor in Upton by Chester. Hij kocht Oakfield Manor voor £3,500 in 1930. Bij het huis was 2,6 hectare aan tuinen en het had goede verbindingen met Manchester en Liverpool. Er waren een paar lokale bezwaren, maar Mottershead won en Chester Zoo werd op 10 juni 1931 geopend voor publiek.
Na de Tweede Wereldoorlog volgden snelle uitbreidingen, ondanks dat het moeilijk was om aan materialen te komen. De slogan van de dierentuin was: “Always building”. Mottershead kreeg de Orde van het Britse Rijk en hij was de president van de Internationale Unie van Dierentuindirecteuren. Hij stierf op 84-jarige leeftijd in 1978.

### Ontwerp van de dierentuin
Mottershead wilde een dierentuin zonder de traditionele ijzeren tralies. Hij was beïnvloed door de ideeën van Carl Hagenbeck, die het concept voor de moderne dierentuin bedacht, en door Heini Hediger, een pionier in de ethologie.
Mottershead gebruikte in Chester Zoo Hagenbecks ideeën met grachten en greppels als alternatief voor tralies. Hij gebruikte het ook voor dieren waar Hagenbeck niet aan gedacht had. De chimpansees bijvoorbeeld, kregen in 1956 een nieuw verblijf, met water als enige scheiding van de bezoekers. Op dat moment wist niemand of chimpansees konden zwemmen.
In 1986 werd er om de dierentuin een hek geplaatst.

### 21e eeuw
In mei 2007 opende de uitbreiding van het orang-oetan verblijf, Realm of the Red Ape. In januari 2009 maakte Chester Zoo Natural Vision bekend, een 225 miljoen pond kostend plan om de dierentuin tot de grootste natuurbehoudattractie van Europa te maken. De eerste fase was een 90 miljoen pond kostend, 56 hectare groot reservaat met het Afrikaans tropisch regenwoud als thema. In het reservaat zouden een groep gorilla's, een groep chimpansees, okapi's en verschillende soorten vogels, amfibieën, reptielen, vissen en ongewervelden gaan leven. Het zou ook een boottocht bevatten, die de bezoekers door het verblijf zou leiden. Natural Vision zou ook een groot hotel, een Conservation College en een opgeknapte hoofdingang, die de dierentuin met een jachthaven zou verbinden, omvatten. Het plan zou in 2018 uitgevoerd moeten zijn.
Het Heart of Africa verblijf en de plannen voor een hotel werden in 2011 uitgesteld vanwege het wegvallen van 40 miljoen pond sponsoring doordat de North West Regional Development Agency werd opgeheven.
In december 2012 werd er een bouwvergunning voor een andere fase van het Natural Vision masterplan goedgekeurd. Er werd begonnen met de bouw van Islands at Chester Zoo, een 40 miljoen pond kostend project om zes eilandhabitats uit Zuidoost-Azië na te maken, dat in 2017 werd geopend. In april 2018 werd een natuurreservaat van meer dan 55.000 vierkante meter geopend net buiten de grenzen van de dierentuin. Op deze manier wil de dierentuin bedreigde Britse flora en fauna beschermen.
Op 15 december 2018 brak er vanwege een elektrische fout brand uit in het gebouw Monsoon Forest. De dierentuin werd ontruimd en gesloten. Alle zoogdieren werden gered, maar een aantal vogels, kikkers, vissen en insecten overleefden de brand niet. Eén medewerker moest behandeld worden omdat deze rook ingeademd had. De volgende dag werd de dierentuin weer geopend.

## Verblijven

### Elephants of the Asian Forest
Direct naast de ingang is het verblijf voor de Aziatische olifanten.
Chester Zoo was de eerste dierentuin in het Verenigd Koninkrijk die succesvol fokte met Aziatische olifanten. De dierentuin heeft een kudde van zeven olifanten, twee mannetjes en vijf vrouwtjes. Het olifantenhuis was vroeger een verblijf voor Afrikaanse olifanten, neushoorns, nijlpaarden en tapirs.
In 2006 werd een nieuw olifantenhuis, gebaseerd op een regenwoud in India, geopend voor 2 miljoen pond, als vervanging van het oude olifantenhuis. In het huis zijn ook verblijven voor andere Aziatische diersoorten, waaronder dubbelhoornige neushoornvogels, Aziatische blauwe eksters, groene pauwen, roodsnavelkitta's, bankivahoenderen, Lord Derby's parkieten, gestekelde aardschildpadden en varanen.

### Condor Cliffs

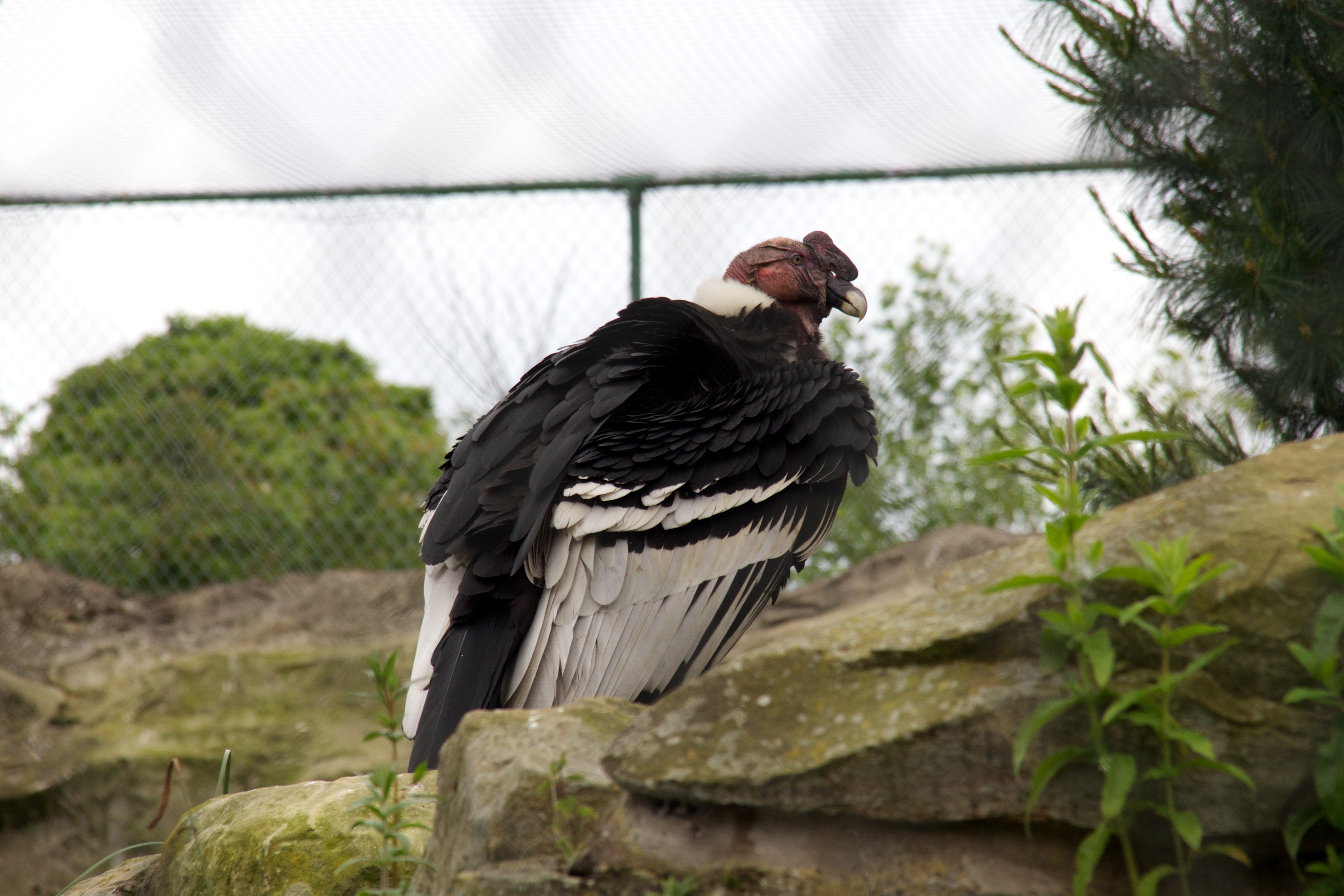
Andescondor in Chester Zoo

Aan de andere kant van de publieke weg, waar je overheen gaat via de Elephant's Bridge, is een volière voor Andescondors en zwarte gieren. Ook leven er verschillende soorten watervogels in het verblijf. Het verblijf is gebouwd op de plek van het voormalige bruine berenverblijf.

### Forest Zone en Butterfly Journey
In het noordoostelijke deel van de dierentuin zijn veel verblijven voor dieren uit het regenwoud. Naast de Tropical Realm en de verblijven voor chimpansees, okapi's, jaguars en Andescondors, zijn er ook verblijven voor rode bosbuffels, penseelzwijnen en Maleise tapirs. Ook is er een verblijf voor Rothschildgiraffen. In het gebouw naast de Tropical Realm zijn verblijven voor aye-ayes, zandhagedissen, roodsnavelhokko's en blauwe gaaien.
Op de plek waar vroeger een verblijf voor manenwolven was, is een gebouw met vlindertuin gebouwd. In de vlindertuin vliegen vlinders en motten vrij rond. Ook zijn er ruimtes met rupsen en poppen. Onder de vlindersoorten die rondvliegen zijn blauwe morpho's, Caligo idomeneus, Greta oto, pages en Atlasvlinders.

### Secret World of the Okapi
Het kamelenhuis werd in 2006 veranderd in een huis voor okapi's. In het begin werden er twee mannetjes gehouden, maar later werd een van de mannetjes omgewisseld met een vrouwtje. In 2012 plantten de okapi's zich voor het eerst voort in de dierentuin. In het gebouw zijn ook verblijven voor rode duikers, gambiahamsterratten, gabonadders, stekelmuizen, streepmuizen en cichliden uit het Barombi Mbo Meer in Kameroen.

### Tropical Realm
De Tropical Realm is het grootste tropenhuis van Groot-Brittannië. Het werd geopend in 1964. Het huis bestaat vooral uit een ruimte met planten, vijvers en paden voor de bezoekers. In deze ruimte vliegen meer dan 30 soorten vrij rond, waaronder manenduiven, verschillende soorten spreeuwen en op de grond levende vogels, zoals de roelroel.
Aan de randen van het gebouw zijn volières en vivaria. In de volières leven vogels als dubbelhoornige neushoornvogels, gewone neushoornvogels, Visayanneushoornvogels, Waldens jaarvogels, Maleise jaarvogels, roodkuiftoerako's, palawanspiegelpauwen, Congopauwen, Balispreeuwen, kroonduiven, blauwruggen, shamalijsters, montserrattroepialen en roodsnavelhokko's.
De Tropical Realm is ook het centrum van de collectie reptielen, amfibieën en ongewervelden van de dierentuin. In de krokodilvijvers leven brilkaaimannen. Bij de ingang is een verblijf voor brughagedissen. Chester Zoo is de enige dierentuin in Groot-Brittannië die deze dieren in de collectie heeft. Daarnaast zijn er verblijven voor Mexicaanse korsthagedissen, tejuhagedissen, Parsons kameleons, Galapagosreuzenschildpadden, stralenschildpadden, pijlgifkikkers, Braziliaanse zalmroze vogelspinnen, doodshoofdkakkerlakken en zweepspinnen.
Er wordt gewerkt om het binnen verblijf van de geelborstkapucijnapen om te bouwen tot een verblijf voor aye-ayes.

### Spirit of the Jaguar

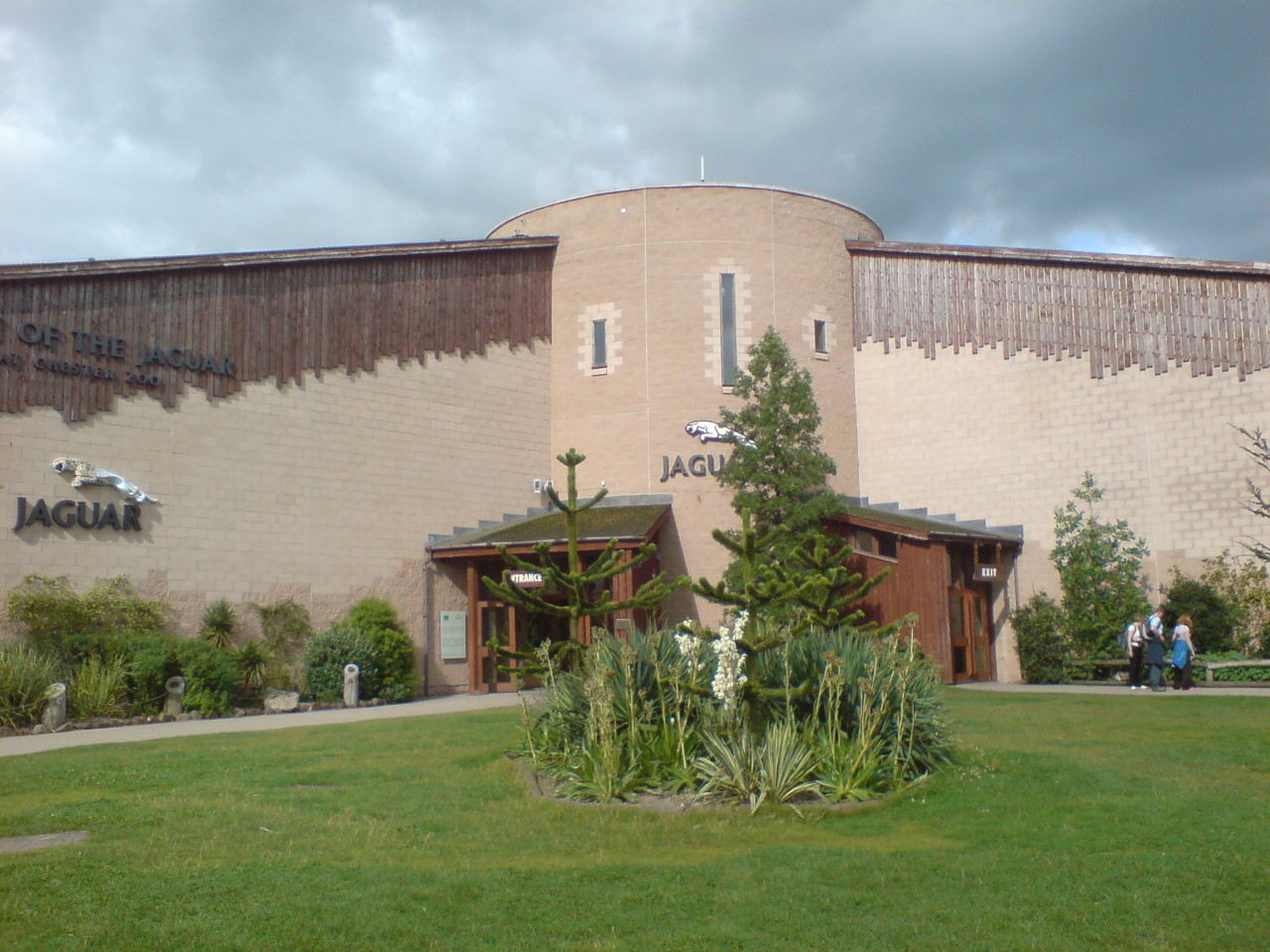
The Jaguar Building

Spirit of the Jaguar werd geopend in 2001. het verblijf is verdeeld in vier delen. De twee delen in het gebouw zijn vormgegeven als een regenwoud en een savanne, en in de twee buiten het gebouw bevinden zich rivieren en vijvers, waar de jaguars kunnen zwemmen. Op dit moment zijn er drie jaguars, waaronder een zwarte jaguar. In het gebouw zijn ook verblijven voor boshonden, bladsnijdersmieren en luiaards zijn. Daarnaast is er ook een aquarium met vissen uit het regenwoud, zoals discusvissen en karperzalmen. In 2011 werd het verblijf gerenoveerd.

### Realm of the Red Ape
Realm of the Red Ape is een uitbreiding, die 3,5 miljoen pond heeft gekost, van het bestaande orang-oetanhuis. Het gebouw werd op 26 mei 2007 geopend na twee jaar bouwen. Het is een gebouw met twee verdiepingen, vastgemaakt aan het bestaande gebouw met drie binnen- en twee buitenverblijven. De buitenverblijven kunnen gezien worden van een galerij op de eerste verdieping. Ook is er een verblijf voor een groep van vier withandgibbons.
Het interieur van het gebouw is in een regenwoudthema. Er zijn verblijven voor bruine rijstvogels, Soembawalijsters, Damalijsters, Papoeaanse varanen, netpythons, spitskopslangen, Taiwanese stinkslangen, smaragdvaranen, groene boompythons, Aziatische boompadden, koraalteenboomkikkers, wandelende takken, jungelnimfen, bidsprinkhanen, wandelende bladeren.
Naast de Realm of The Red Ape is een verblijf voor babiroesa's, het eerste paar dat nakomelingen heeft gekregen in Europa, en kleinklauwotters. De sumatraanse orang-oetans verhuizen naar Islands.

### The Chimpanzee Breeding Centre
Dit gebouw is in 1989 geopend door Prinses Diana en is het verblijf voor 26 chimpansees. Dit is de grootste groep chimpansees in Europa. Het verblijf bestaat uit een rond binnenverblijf, een buitenverblijf en een aantal binnenverblijven die niet zichtbaar zijn voor het publiek. Het buitenverblijf is een eiland met veel struiken en klimrekken voor de chimpansees.

### Dragons in Danger
Dit gebouw is voornamelijk een verblijf voor de Komodovaranen. Het werd geopend in 1998 en uitgebreid in 2003 met een buitenverblijf voor de varanen voor de warme zomermaanden. Het gebouw is gebouwd op de plek waar het vogelhuis stond. In 2007 kwamen er jonge Komodovaranen uit het ei, zonder dat er gepaard was. In 2009 werd het gebouw verbouwd om ook een verblijf voor leguanen toe te voegen.
In het gebouw zijn ook verblijven voor vogels uit de regenwouden van Indonesië en de Filipijnen, zoals palawanspiegelpauwen, fazantduiven, waaierduiven en Bartletts dolksteekduiven. Vroeger waren er verblijven voor visayanneushoornvogels, socorrotreurduiven, papoealori's en Sint-Lucia-amazones.

### Mongoose Mania
Mongoose Mania is een verblijf voor dwergmangoesten. Onder het verblijf zijn tunnels waar kinderen doorheen kunnen kruipen, ze kunnen dan door plastic koepels naar de dieren kijken 'door de ogen van een mangoeste'.

### Reuzenotters en pinguïns
In 2010 gingen de Californische zeeleeuwen uit de collectie. Op de plaats van dat verblijf werd een nieuw verblijf gebouwd voor reuzenotters. De reuzenotters maakten op 26 maart 2010 voor het eerst gebruik van hun verblijf. In 2013 werden de eerste jongen geboren.
In het naastgelegen verblijf leeft een grote groep van meer dan 50 humboldtpinguïns. Het verblijf bestaat uit een groot bassin met een strand. Het publiek kan de pinguïns ook onder water bekijken door een ruit.

### Aquarium
Het aquarium is een klein, traditioneel gebouw (een van de oudste gebouwen van de dierentuin, gebouwd door de dochter en schoonzoon van George Mottershead in de vijftiger jaren), waarin een collectie van zoet- en zoutwatervissen, ongewervelden en amfibieën wordt gehouden. Er is succes met het fokken van zeepaardjes en de eerste paring van pauwoogzoetwaterroggen.
Ook leven er sidderalen, Afrikaanse longvissen, tropische rifvissen (zoals anemoonvissen) en cichliden uit het Malawimeer. Amfibieën, zoals axolotls en vuurbuiksalamanders, en ongewervelden, zoals zeesterren, zee-egels en verschillende soorten koraal en garnalen leven er ook.

### Europe on the Edge
Dit verblijf was de grootste volière van de dierentuin en een van de grootste in het Verenigd Koninkrijk. Het werd geopend in 1993 op de plek van het voormalige ijsberenverblijf. In de volière leven verschillende Europese vogels, zoals monniksgieren, vale gieren en de zeldzaamste van de twee Europese ooievaarsoorten, de zwarte ooievaar. Er leven ook lepelaars, ibissen, reigers en watervogels. Daarnaast leven er ook nog een aantal kleinere vogels, zoals rotsduiven, kieviten, rode patrijzen en alpenkraaien. Intussen is de volière afgebroken, en ligt het nieuwe Madagascargebied op deze locatie. Een deel van de vogels is nog wel te zien op een andere locatie.

### Rare Parrot Breeding Centre
In dit verblijf leven blauwoogkaketoes, Filipijnse kaketoes, zwarte kaketoes, dunsnavelraafkaketoes, diadeemlori's, molukkenlori's, Johnstones lori's en blauwgele ara's. De meeste vogels werden naar het Rare Parrot Breeding Centre verplaatst toen het oude papegaaienhuis in 2005 werd afgebroken om plaats te maken voor de Realm of the Red Ape.

### Mythical Macaws
Dit verblijf bestaat uit een aantal volières voor zeldzame en bedreigde, Zuid-Amerikaanse papegaaisoorten, zoals hyacinthara's, Illigers ara's, blauwkeelara's, goudparkieten, goudkaparatinga's, blauwkeelparkieten, groenwangamazones en roodstaartamazones. De eerste volière werd geopend in 2001 en de rest in 2004. Ook leeft er een Azara's agoeti in het verblijf.

### Grote katachtigen

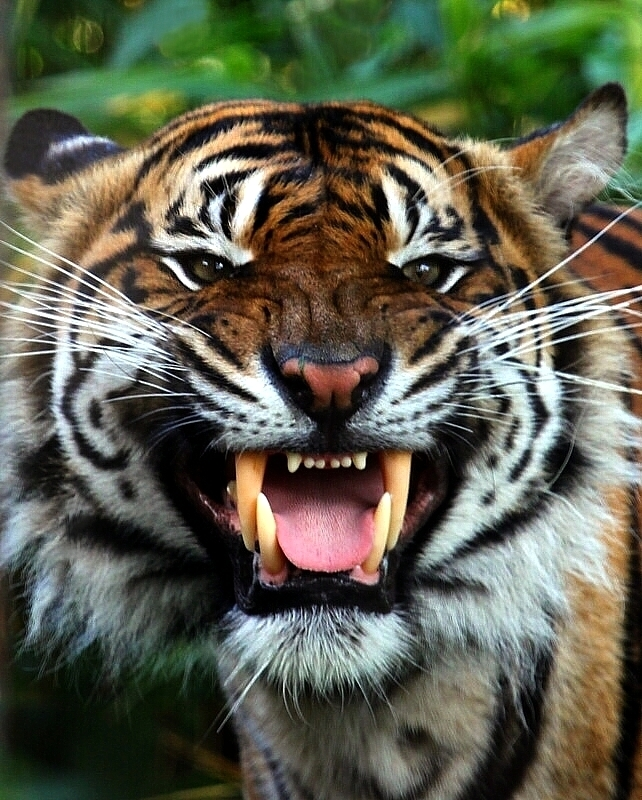
een Sumatraanse tijger in Chester Zoo

Naast jaguars houdt Chester Zoo leeuwen, tijgers en jachtluipaarden. De leeuwen zijn de Aziatische ondersoort, die in het wild voorkomt in het Gir Forest National Park in Noordwest-India. Het mannetje van de dierentuin, Asoka, kreeg in 2006 gezelschap van een vrouwtje, Asha, uit Rome. Het paar heeft drie keer gepaard, maar er overleefde maar een welp, Tejas, die geboren werd in 2007. In 2008 ging Tejas naar Besançon als onderdeel van het Europese fokprogramma. Ook Asoka ging hierom weg, naar de dierentuin van Rome. Hij werd vervangen door Iblis, afkomstig uit Planckendael. In 2011 ging Asha naar Santillana en werd vervangen door Kiburi en Kumari.
In 2007 kwam een Sumatraanse mannetjestijger, Kepala, uit Dudley Zoo, bij de twee vrouwelijke Bengaalse tijgers, die in 2008 weggingen, in de dierentuin. Dat jaar kwam er ook een vrouwtje, Kirana, maar ze kwamen er achter dat ze te nauw verwant waren. Kepala ging naar Dublin Zoo en een nieuw mannetje, Fabi kwam naar de dierentuin. Sinds 2011 hebben ze drie keer succesvol gepaard.
De jachtluipaarden in de dierentuin zijn de kwetsbare Soedanese ondersoort. In juni 2011 kwam het eerste jong en in 2013 volgde een andere.

### Maleise beren
In oktober 2015 kwam een paar Maleise beren van het Rare Species Conservation Centre in Kent naar de dierentuin. Het mannetje heet Toni en het vrouwtje heet Milli. Ze verhuisden naar het oude tijgerverblijf nadat de tijgers waren verplaatst naar Islands. Het zijn de eerste Maleise beren in de dierentuin sinds 1976.

### Fruit Bat Forest
Fruit Bat Forest is de grootste vleermuizengrot in Europese dierentuinen, waar de vleermuizen vrij rond mogen vliegen. In de grot vliegen drie soorten vleermuizen: de Rodriguesvleerhond, de Comorenvleerhond en de brilbladneusvleermuis. Ook zijn er verblijven voor sissende kakkerlakken, schorpioenen, een muizensoort (Acomys cilicicus) en Mexicaanse tetra's

### Asian Plains en weides
In 2008 werd Asian Plains officieel geopend. Het was een weide voor verschillende soorten, waaronder Indische antilopes en lierherten. Het werd uitgebreid met verblijven voor Indische neushoorns en jachtluipaarden. De mannetjesneushoorn kreeg in 2008 gezelschap van een vrouwtje. In november 2009 liet de dierentuin het mannetje, Patna, inslapen vanwege een langdurige beenblessure. Er kwam in maart 2010 een nieuw mannetje uit Edinburgh Zoo. Omdat ze nauw verwant waren, vertrok het vrouwtje naar Spanje. Er kwam een nieuw vrouwtje, Baabu, die inmiddels is geruild met Beni uit Pilsen Zoo. Vroeger leefden er ook barasingaherten, Watusirunderen en sitatoenga's op de weiden.
In de weiden aan de westelijke kant van de dierentuin leven Grévyzebra's, sitatoenga's, Kirks dikdiks, algazellen, gemsbokken, bongo's, kleine koedoes en Roanantilopes.
De przewalskipaarden hebben recent de collectie verlaten om ruimte te maken voor het nieuwe verblijf voor de Afrikaanse wilde honden. Vroeger werden er ook Pater-Davidsherten, bennettwallaby's, struisvogels en emoes gehouden.

### Bears of the Cloud Forest
Het verblijf Bears of the Cloud Forest is een verblijf, geopend in 2004, voor een paar brilberen en andere Zuid-Amerikaanse dieren. Het verblijf is zo gemaakt dat het de natuurlijke omgeving van de beren nabootst, door middel van bomen en rotsen. De brilberen delen het verblijf met een groep rode neusberen. 
In de verblijven ernaast worden capibara's en laaglandtapirs gehouden. Vroeger werden hier ook nandoes en guanaco's gehouden.

### Islands at Chester Zoo
In 2015 opende de dierentuin een themagebied, Islands at Chester Zoo. In dit onderdeel van de dierentuin worden gebieden getoond waar de dierentuin bezig is met natuurbeschermingsprojecten, waaronder Sumatra, de Filipijnen en Indonesië.
Het gebied is in twee fases geopend. In fase één werden de verblijven van de Visayawrattenzwijnen, de bantengs, laaglandanoa's en de helmkasuarissen en de boottocht langs een aantal eilanden en verblijven geopend. In fase twee, die later die zomer volgde, werden een nieuw gebouw, Monsoon Forest, en de verblijven voor Sumatraanse tijgers, onechte gavialen, Sumatraanse orang-oetans en zilvergibbons geopend.

### Miniature Monkeys
Miniature Monkeys werd geopend in 2004. Het bestaat uit twee verblijven. In het eerste verblijf leven een paar mantelaapjes en dwergzijdeaapjes. In het tweede verblijf leven drie keizertamarins, drie goudkopleeuwaapjes en een paar rode springapen. Azara's agoeti's, witgezichtoeistiti's, zwartstaartzijdeaapjes, roodstuitleeuwaapjes en witgezichtsaki's werden vroeger ook gehouden, maar zijn weer weggegaan om verschillende redenen.

### Monkey Islands
Monkey Islands werd geopend in 1997 ter vervanging van het oude apenhuis. Nu leven er vier apensoorten: bruinkopslingerapen, mandrils, wanderoes en geelborstkapucijnapen. Vroeger leefden Campbellmeerkatten en stekelvarkens bij de mandrils. En er was ook een verblijf voor kuifmakaken, tot die in 2015 naar 'Islands' verhuisden. De bezoekers komen het apenhuis binnen en zien de apen vanuit een centrale gang. Elke soort heeft een binnenverblijf met een glazen wand klimrekken en een buitenverblijf, omgeven door water en beplant. 

### Mkomazi National Park Painted Dogs Conserve
In 2011 werd op de plek van het oude verblijf voor de przewalskipaarden een nieuw verblijf voor Afrikaanse wilde honden geopend. Het werd gebouwd in de stijl van een Afrikaans onderzoeksstation met een Afrikaans dorp. Het verblijf heeft een droog landschap met neppe kopjes. In het verblijf leeft een groep van vijf Afrikaanse wilde honden. Er zijn ook verblijven voor aardvarkens en Kaapse klipdassen.

### Tsavo Rhino Experience
Het verblijf van de zwarte neushoorns, dat is vormgegeven als het Tsavo Nationaal Park in Kenia, werd geopend in 2003. Het heeft twee miljoen pond gekost om het te bouwen. De dierentuin heeft een succesvol fokprogramma met de neushoorns. Op dit moment zijn er acht neushoorns. In een verblijf ernaast leven stokstaartjes en gewone stekelvarkens. In een ander verblijf vlakbij leven zebramangoesten en knobbelzwijnen.

### Andere verblijven
In verschillende weides in het midden van de dierentuin leven kamelen, onagers en Prins-Alfredherten.
In 2009 werd een doorloopvolière geopend met Afrikaanse vogelsoorten. In de volière leven onder andere neushoornvogels, vorkstaartscharrelaars, hamerkoppen, wevers en watervogels.
Bij de weiden in het midden van de dierentuin is ook een waterweg, met een boot die van het noorden naar het zuiden vaart. De boot vaart langs een viertal eilanden. Op het eerste eiland leven alaotrabamboemaki's. Vroeger leefden hier klauwaapjes, waaronder pinchéaapjes. Op het tweede en derde eiland leven witgezichtsaki's en brulapen. Op deze eilanden leefden vroeger vari's en rode vari's. Op het vierde eiland, nu zonder dieren, leefden vroeger anoa's en babiroesa's.
In het zuidoosten zijn een aantal verblijven voor verschillende dieren, waaronder boshonden, kleine panda's, servals, poedoes en reuzenmiereneters. Vlak bij het Rare Parrot Breeding Centre is een volière voor briluilen. Vroeger zaten hier ara's en kea's.
Op een eiland vlak bij het chimpanseeverblijf leven ringstaartmaki's. Op het eiland ernaast leven Chileense flamingo's en rode flamingo's. Bij de Tsavo Rhino Experience zijn verblijven voor ooievaars, kraanvogels en verschillende watervogels.

## Dieren

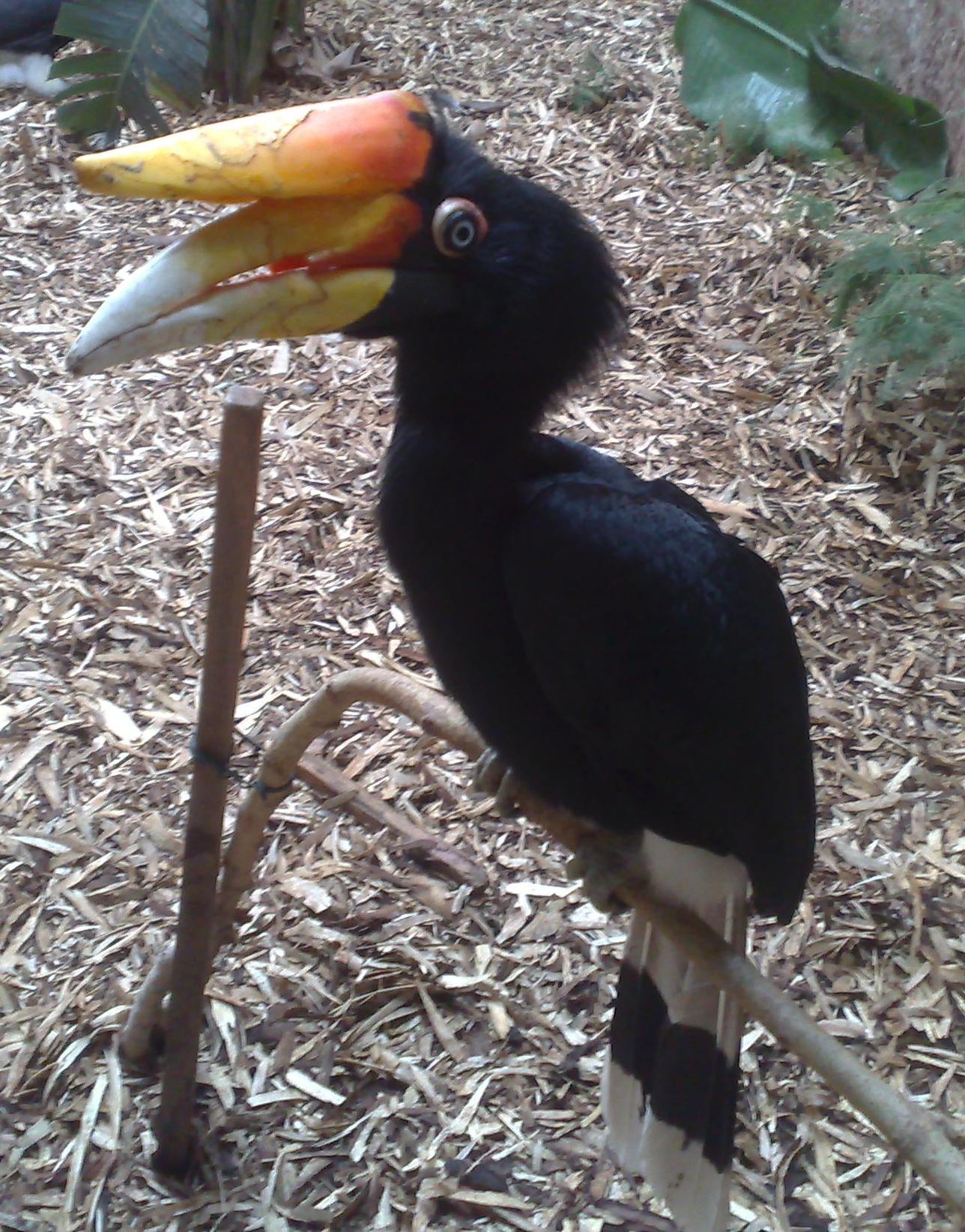
Vrouwtjes neushoornvogel in Chester Zoo

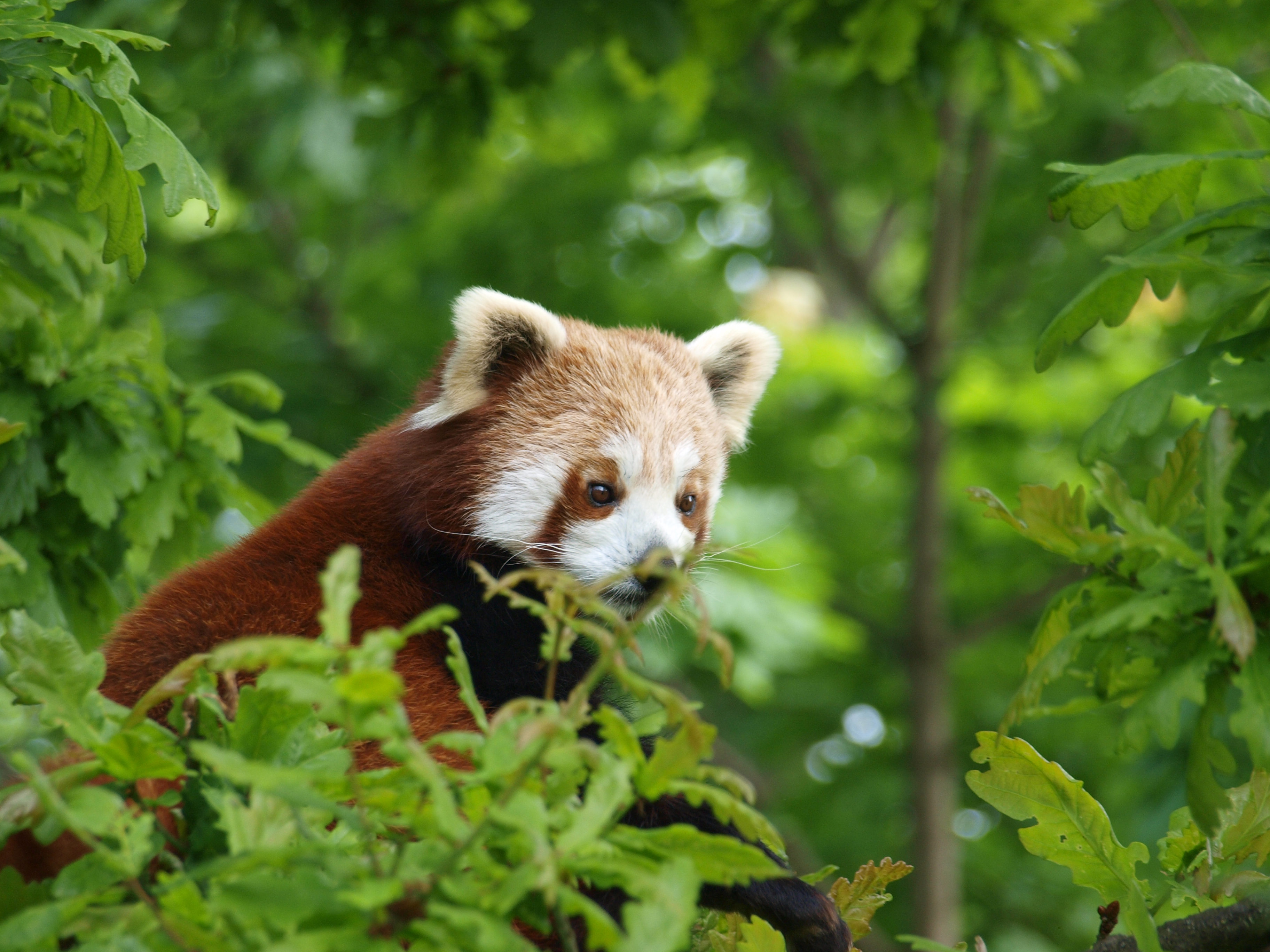
Kleine panda in Chester Zoo

Chester Zoo heeft een grote en diverse dierencollectie. Eind 2007 stond meer dan de helft van de diersoorten op de Rode Lijst van de IUCN en 155 soorten waren geclassificeerd als bedreigd. 134 soorten nemen deel aan fokprogramma's. Ook zijn er in Chester Zoo 265 bedreigde plantensoorten.
| Groep         | Aantal soorten | Aantal dieren |
| ------------- | -------------- | ------------- |
| Zoogdieren    | 81             | 879           |
| Vogels        | 134            | 1.338         |
| Reptielen     | 52             | 481           |
| Amfibieën     | 22             | 489           |
| Vissen        | 104            | 7.053         |
| Ongewervelden | 67             | 2.278         |
| Totaal        | 460            | 12.518        |

### Fokprogramma's
De dierentuin doet mee met meerdere fokprogramma's en het beheert ook meerdere EEP- en ESB-stamboeken.
EEP-stamboeken:
- Ateles fusciceps rufiventris
- Banteng
- Blauwkeelara
- Bergbongo
- Filipijnse aardschildpad
- Javaanse lijstergaai
- Komodovaraan
- Kortstaartkitta
- Lake Patzcuaro salamander
- Leptodactylus fallax
- Lierhert
- Maleise beer

- Maleise jaarvogel
- Margay
- Oostelijke zwarte neushoorn
- Rijstvogel
- Rodriguesvleerhond
- Roodstuitspreeuw
- Slanke otter
- Tandkarpers
- Uroplatus henkeli
- Zilveroortimalia
- Zwart-witte lijstergaai

ESB-stamboeken:
- Zwarte kroonkraanvogel

### Dierenlijst
Hieronder volgt een lijst met een selectie van de dieren in de zoo per september 2015.

#### Zoogdieren

##### Evenhoevigen
- Algazel
- Anoa
- Banteng
- Bergbongo
- Bosbuffel
- Gemsbok
- Gouden babiroesa
- Indische antilope
- Kameel
- Kirks dikdik
- Kleine koedoe
- Knobbelzwijn
- Birmaans lierhert
- Okapi
- Penseelzwijn
- Prins-Alfredhert
- Roanantilope
- Rode duiker
- Rothschildgiraffe
- Sitatoenga
- Visayawrattenzwijn
- Zuidelijke poedoe

##### Knaagdieren
- Acomys cilicicus
- Acomys percivali
- Azara's agoeti
- Capibara
- Dwergmuis

- Gambiahamsterrat
- Gewoon stekelvarken
- Hazelmuis
- Rhabdomys dilectus

##### Onevenhoevigen
- Grévyzebra
- Indische neushoorn
- Indische tapir
- Laaglandtapir
- Onager
- Zwarte neushoorn

##### Primaten
- Alaotrabamboemaki
- Ateles fusciceps rufiventris
- Borneose orang-oetan
- Chimpansee
- Dwergzijdeaapje
- Geelborstkapucijnaap
- Goudkopleeuwaapje
- Keizertamarin
- Kuifmakaak
- Mandril
- Ringstaartmaki
- Rode springaap
- Rode vari
- Sumatraanse orang-oetan
- Wanderoe
- Witgezichtoeistiti
- Withandgibbon
- Zwarte brulaap
- Zwartstaartzijdeaapje

##### Roofdieren
- Afrikaanse wilde hond
- Boshond
- Brilbeer
- Cheeta (Acinonyx jubatus soemmeringii)
- Dwergmangoest
- Jaguar
- Kleine panda
- Kleinklauwotter
- Perzische leeuw
- Reuzenotter
- Rode neusbeer
- Serval
- Stokstaartje
- Sumatraanse tijger
- Vosmangoest
- Zebramangoeste

##### Vleermuizen
- Brilbladneusvleermuis
- Comorenvleerhond
- Rodriguesvleerhond

##### Overige zoogdieren
- Aardvarken
- Aziatische olifant
- Kaapse klipdas
- Reuzenmiereneter
- Tweevingerige luiaard

#### Vogels

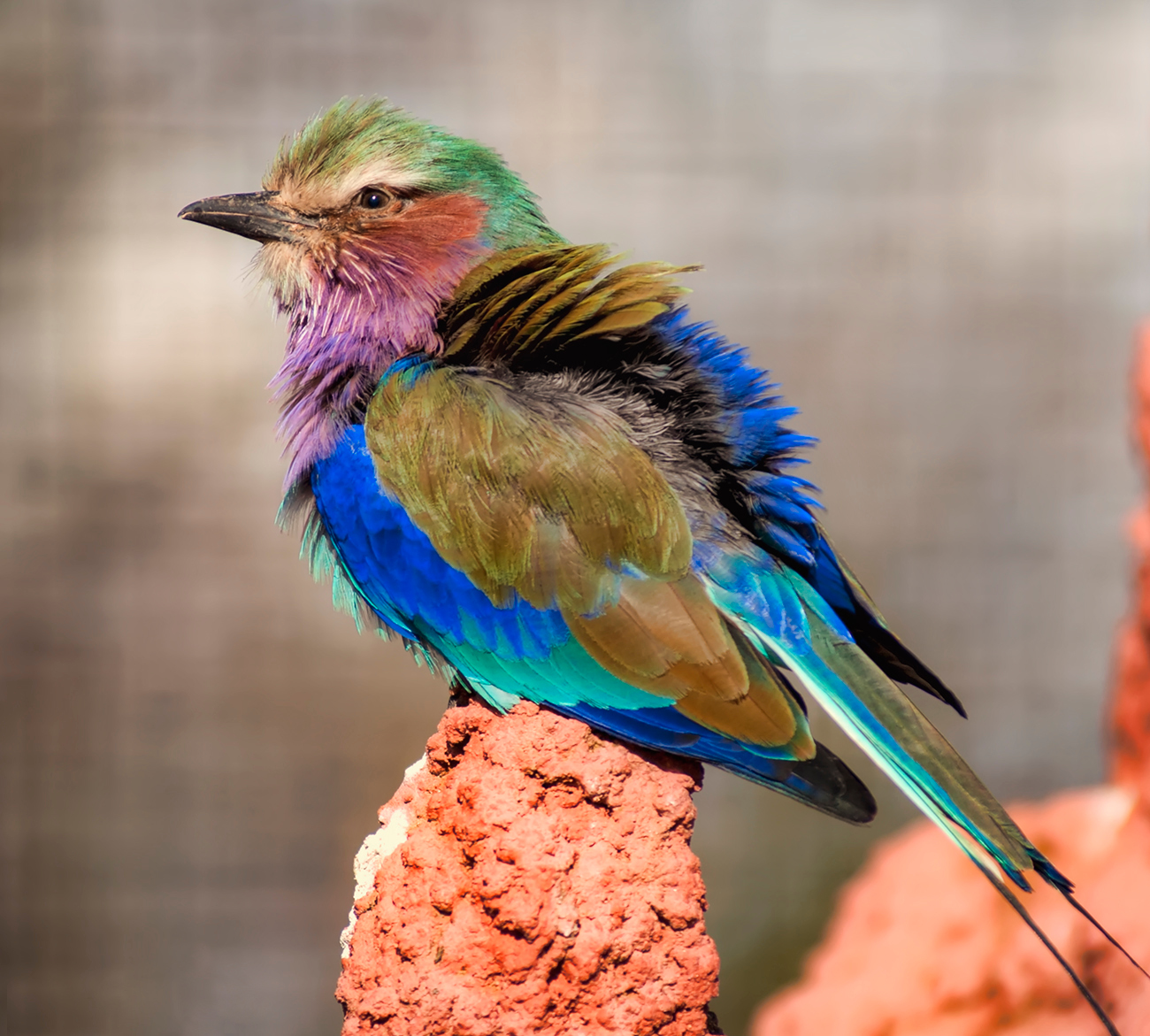
Vorkstaartscharrelaar

##### Bucerotiformes
- Dubbelhoornige neushoornvogel
- Filipijnse jaarvogel
- Gewone neushoornvogel
- Maleise jaarvogel
- Visayanneushoornvogel
- Waldens jaarvogel

##### Duiven
- Barletts dolksteekduif
- Bonte muskaatduif
- Fazantduif
- Kroonduif
- Manenduif (Caloenas nicobarica nicobarica)
- Rotsduif
- Smaragdduif
- Socorrotreurduif
- Waaierduif

##### Flamingo's,OoievaarachtigenenKraanvogelachtigen
- Chileense flamingo
- Chinese kraanvogel
- Grijze kroonkraanvogel
- Rode flamingo
- Zwarte ooievaar

##### Hoendervogels
- Bankivahoen
- Blauwe pauw
- Congopauw
- Goudfazant
- Groene pauw
- Palawanspiegelpauw
- Rode patrijs
- Roelroel
- Roodsnavelhokko
- Salvadori's fazant

##### Papegaaiachtigen
- Amazona autumnalis lilacina
- Blauwgele ara
- Blauwkeelara
- Blauwkeelparkiet
- Blauwoogkaketoe
- Diadeemlori
- Dunsnavelraafkaketoe
- Filipijnse kaketoe
- Goudkaparatinga
- Goudparkiet
- Groenwangamazone
- Hyacinthara
- Illigers ara
- Johnstones lori
- Lord Derby's parkiet
- Molukkenlori
- Roodstaartamazone
- Zwarte kaketoe

##### Roeipotigen
- Hamerkop
- Heremietibis
- Ibis
- Lepelaar
- Pelikaan
- Reiger

##### UilenenRoofvogels
- Andescondor
- Briluil
- Laplanduil
- Mauritiaanse torenvalk
- Monniksgier
- Sneeuwuil
- Vale gier
- Zwarte gier

##### Zangvogels
- Alpenkraai
- Amethistspreeuw
- Aziatische blauwe ekster
- Balispreeuw
- Blauwe gaai
- Blauwrug
- Bruine rijstvogel
- Damalijster
- Dominicanerkardinaal
- Emeraldspreeuw
- Hooglandbrilvogel
- Japanse nachtegaal
- Koningsglansspreeuw
- Madagaskarwever
- Maleise purperspreeuw
- Mauritiuswever
- Ménégaux' lijstergaai
- Montserrattroepiaal
- Olijfgroene Mauritiusbrilvogel
- Rijstvogel
- Rode tangare
- Roodoorbuulbuul
- Roodsnavelkitta
- Roodstuitspreeuw
- Shamalijster
- Soembawalijster
- Tweekleurige glansspreeuw
- Wever
- Zwartnekwever

##### Overige vogels
- Helmkasuaris
- Humboldtpinguïn
- Kievit
- Roodkuiftoerako
- Violette toerako
- Vorkstaartscharrelaar
- Zonneral

#### Reptielen

##### Krokodillen
- Brilkaaiman
- Onechte gaviaal

##### Schildpadden
- Bruine landschildpad
- Galapagosreuzenschildpad
- Gestekelde aardschildpad
- Nieuw-Guinese tweeklauwschildpad
- Reuzenaardschildpad
- Stralenschildpad

##### Schubreptielen
- Brughagedis
- Gabonadder
- Groene boompython
- Kaaimanteju
- Komodovaraan
- Madagaskar-hondskopboa
- Mexicaanse korsthagedis

- Netpython
- Papoeaanse varaan
- Parsons kameleon
- Smaragdvaraan
- Spitskopslang
- Taiwanese stinkslang
- Varaan
- Zandhagedis

#### Amfibieën
- Axolotl
- Koraalteenboomkikker
- Leptodactylus fallax
- Pedostibes
- Pijlgifkikkers
  - Dendrobates tinctorius ‘azureus’
  - Phyllobates terribilis
- Vroedmeesterpad
- Vuurbuiksalamander

#### Vissen
- Afrikaanse longvis
- Cichliden
- Clownbotia
- Clownvis
- Discusvis

- Mexicaanse tetra
- Pauwoogzoetwaterrog
- Puntius denisonii
- Scleropages formosus
- Sidderaal
- Tetra
- Zeepaardjes
  - Hippocampus reidi
  - Hippocampus kuda

#### Ongewervelden
- Arachnacris corporalis
- Bidsprinkhaan
- Bladsnijdersmier
- Braziliaanse zalmroze vogelspin
- Doodshoofdkakkerlak
- Garnaal

- Heterometrus longimanus
- Heteropteryx dilatata
- Schorpioen
- Sissende kakkerlak
- Phylliidae
- Phyllium siccifolium
- Vlinders
  - Atlasvlinder
  - Blauwe morpho
  - Caligo eurilochus
  - Greta oto
  - Pages
- Wandelende tak
- Zee-egel
- Zeester
- Zweepspin